# تشاه كند (فشارود)
تشاه كند (بالفارسية: چهکند) هي مستوطنة تقع في إيران في قسم فشارود الريفي. يقدر عدد سكانها بـ 152 نسمة .